# Fengfeng Kuang
Der Stadtbezirk Fengfeng Kuang (chinesisch 峰峰礦區 / 峰峰矿区, Pinyin Fēngfēng Kuàng Qū) ist ein Stadtbezirk der bezirksfreien Stadt Handan im Süden der chinesischen Provinz Hebei. Er hat eine Fläche von 327,8 km² und zählt 503.911 Einwohner (Stand: Zensus 2010).